# О’Кэрролл, Брендан
Брендан О’Кэрролл (англ. Brendan O’Carroll, род. 17 сентября 1955) — ирландский писатель, продюсер, комик, актёр, и режиссёр. Наиболее известен ролью пожилой дамы-матерщинницы Агнессы Браун на сцене, и в комедийном сериале на Би-би-си «Mrs. Brown’s Boys».

## Ранняя жизнь
Будучи самым младшим из 11 детей, О’Кэрролл родился в Фингласе, Дублин. Его мать, Морин, была депутатом Лейбористской партии, а его отец, Жерар О’Кэррол, был плотником. Он умер в 1962 году, когда О’Кэрроллу был семь лет, и мать Брендана воспитывала одиннадцать детей с небольшой суммой денег. Он учился в Международной Школе Святого Габриэля и покинул её в возрасте 12 лет. Он работал в ряде профессий; в том числе он работал официантом и молочник.

## Карьера

### Стенд-ап
Став известным как гостем-комиком «The Late Late Show», О’Кэррол опубликовал четыре стендап видео: How’s your Raspberry Ripple, How’s your Jolly Roger, How’s your Snowballs и How’s your Wibbly Wobbly Wonder.

### Sparrow’s Trap
О’Кэрролл написал сценарий для фильма про бокс «Sparrow’s Trap».
Фильм, в главной роли которого был Стивен Ри, столкнулся с финансовыми трудностями по середине съемки, когда дистрибьютор отозвался и фильм прекратили снимать. Имея долги свыше 1 млн евро, О’Кэррол стал банкротом, и фильм так и не вышел в прокат.

### Hot Milk and Pepper
О’Кэрролл презентиторал телевикторину на канале «RTÉ One», соисполнителем которого, долгое время был Джерри Браун.

### Mrs. Brown’s Boys
В 1992 году О’Кэрролл провел короткий радиоспектакль под названием «Mrs. Browne’s Boys», и, вскоре после этого, он написал четыре книги: The Mammy, The Granny, The Chisellers и The Scrapper. В 1999 году был выпущен фильм «Агнес Браун», в главной роли которого была Анжелика Хьюстон.Фильм основан на его книге «The Mammy». О’Кэрролл также был соавтором сценария. Затем он решил собрать свой семейный театр, Mrs. Browne’s Boys, и переоделся в женщину, чтобы сыграть свою роль, так как актрисы, которых он первоначально нанял, не пришли.
С 1999 по 2009 год, он написал и исполнил пять пьес. С 2011 года спектакли гастролировали по всей Великобритании. В 2011 году его пьесы были превращены в телевизионный сериал (имя «Browne» сокращено до «Brown»). До сих пор, с 2011 года, 28 эпизодов вошли в эфир, по три серии, несколько специальных Рождественских эпизодов и один прямой эфир, который транслировался в 2016 году на RTÉ One и BBC One. Mrs. Brown’s Boys D’Movie был выпущен 27 июня 2014 года и пользовался значительным успехом в Великобритании, оставаясь под номером один в прокате в течение двух недель подряд. Однако, фильм имел и отрицательные отзывы; кто-то сказал, что этот фильм был не смешной, а что-то, близкое к слову «анти-смешной». Жена О’Кэррола, его сестра Элис, его сын Дэнни и его дочь Фиона появляются или появлялись в эпизодах Mrs. Brown’s Boys.

### The Course
В январе 2015 года, BBC попросил О’Кэррола придумать «ещё что-нибудь», в связи с тем, что «Mrs Brown’s Boys» стал таким успешным. Он рассказал о планах превратить свою первую когда-либо написанную пьесу «The Course» в телевизионную комедию.

## Семья и личная жизнь
О’Кэрролл был женат на Дорин О’Кэрролл с 1977 по 1999. В 2005 году он женился на Дженнифер Гибни. О’Кэрролл имеет троих детей: Дэнни, Фиона и Эрик. Первый сын О’Кэрролла, Брэндон, умер от незаращения дужки позвонка, когда ему было несколько дней от роду.
Дед О’Кэрролла по отцовской линии, Питер О’Кэррол, отец семерых и видный республиканец. Он был застрелен 16 октября 1920 года в своем доме в Манор-Стрит, Дублин. Двое из его сыновей были добровольцами Ирландской Республиканской армии. Инцидент был исследован в телесериале «Who do you think you are?» В марте 2016 года, О’Кэрролл появился на канале BBC2 в документальном фильме «Brendan O’Carroll — My Family at War». Фильм исследовал участие его трёх дядюшек — Лиама, Джеймса и Падара О’Кэрролла — в Пасхальном восстании.

## Фильмография

### Фильмы
| Год  | Фильм                       | Символ(ы)                 |
| ---- | --------------------------- | ------------------------- |
| 1996 | Фургон                      | Вэсли                     |
| 1999 | Агнес Браун                 | Симус, алкоголик          |
| 1999 | Прах анджелы                | Человек в пабе            |
| 2014 | Миссис Браун мальчики д веб | Агнес Браун и Мистер Вонг |

### Телевидение
| Год                     | Название                             | Роль        |
| ----------------------- | ------------------------------------ | ----------- |
| 2002-2008               | Mrs Brown’s Boys The Original Series | Агнес Браун |
| 2004                    | Дорога в никуда Макса и Пэдди        | Цыган Джо   |
| 2011-настоящее время    | Mrs. Brown’s Boys                    | Агнес Браун |
| 2013                    | Сотрудники службы безопасности       | Джимми      |
| 2016                    |                                      |             |
| The Course              | Джо Дэли                             |             |
| 2017-по настоящее время | All Round to Mrs. Brown’s            | Агнес Браун |

### Сцена
| Год                 | Название                  | Роль        |
| ------------------- | ------------------------- | ----------- |
| 1999                | Mrs Brown’s Last Wedding  | Агнес Браун |
| 2002, 2012, 2014    | Mrs Brown Rides Again     | Агнес Браун |
| 2017 2002, 2011-12, | Good Mourning Mrs Brown   | Агнес Браун |
| 2007, 2013          | For The Love of Mrs Brown | Агнес Браун |
| 2009, 2015          | How Now Mrs Brown Cow     | Агнес Браун |